# Sturnira mistratensis
Sturnira mistratensis là một loài động vật có vú trong họ Dơi mũi lá, bộ Dơi. Loài này được Vega & Cadena mô tả năm 2000.